# Männerparkplatz (Triberg)

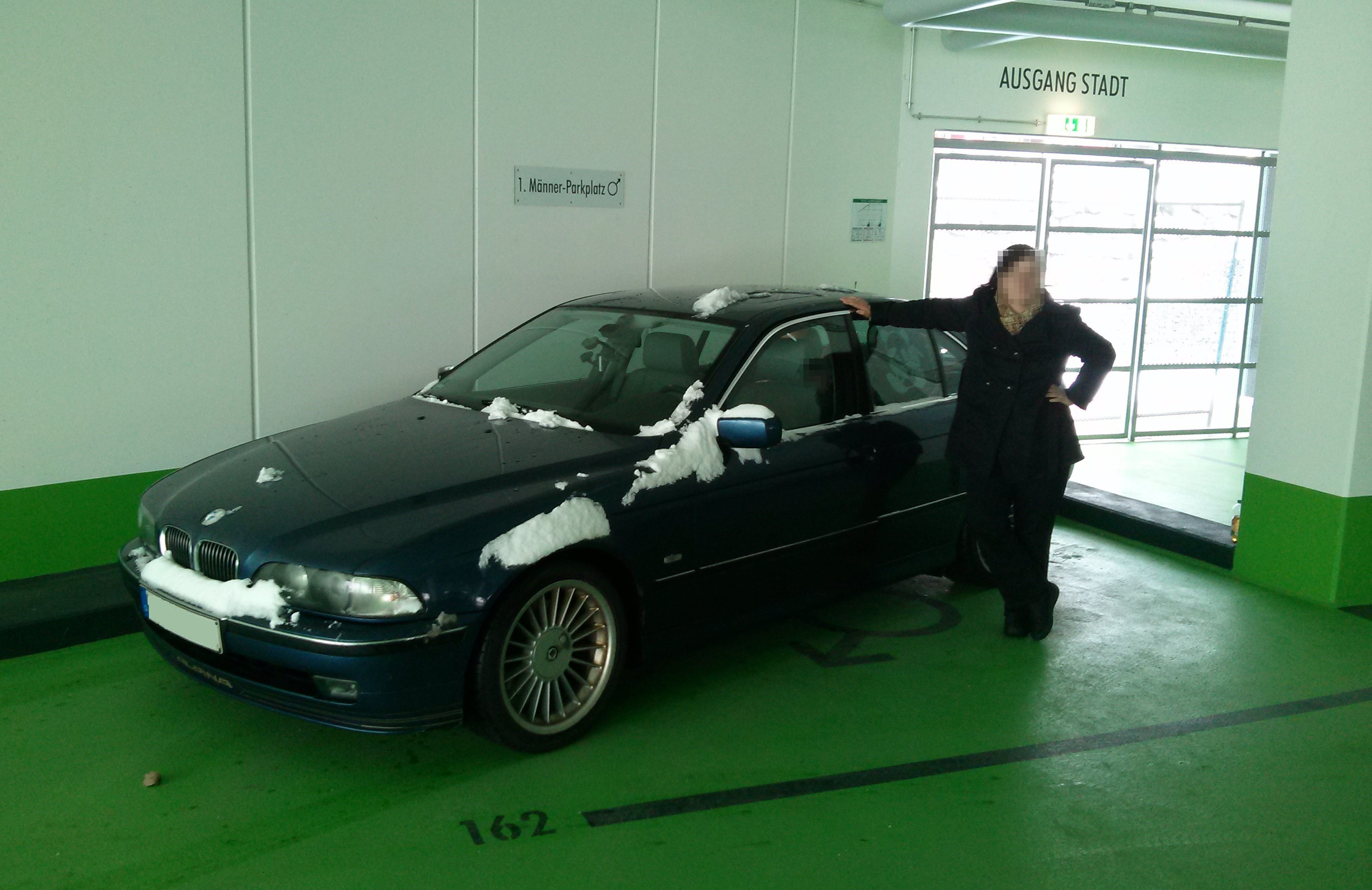
Der Männerparkplatz in der oberen („grünen“) Ebene des Parkhauses in Triberg

Die Männerparkplätze in Triberg sind zwei besonders gekennzeichnete Parkhausstellplätze in der Kleinstadt Triberg im Schwarzwald im Südwesten von Baden-Württemberg. Sie wurden 2012 geschaffen. Es handelt sich dabei um als schwierig nutzbar geltende Stellplätze in einem neu errichteten kommunalen Parkhaus in der Triberger Innenstadt, die jeweils als Männerparkplatz gekennzeichnet wurden. Sie gelten deutschland- bzw. weltweit als erstes Beispiel für besonders gekennzeichnete und ausgewiesene Stellplätze bzw. Parkstände für die Nutzung durch Männer.
Die Aktion, die ursprünglich auf bauliche und versicherungstechnische Gründe bei Konstruktion und Erstellung des Parkhauses im steilen Triberger Talkessel zurückging, erregte öffentliche Aufmerksamkeit und löste ein weltweites, nachhaltiges Medieninteresse aus. Die Idee geht auf den Triberger Bürgermeister Gallus Strobel zurück.

## Geschichte
Der Triberger Talkessel ist baulich nicht leicht zu erschließen. Die Triberger Wasserfälle ziehen eine hohe Anzahl Tagestouristen, aber nur wenige Übernachtungsgäste in das Städtchen, das nach Möglichkeiten sucht, um die Innenstadt attraktiver zu machen. In den Jahren nach den Terroranschlägen am 11. September 2001 waren deutlich weniger amerikanische Touristen gekommen. Die Anzahl der Tagestouristen im Jahr sank bis 2010 auf 250.000, in guten Zeiten waren es doppelt so viele. Unmittelbar vor der Finanzkrise 2007 war noch von einem geplanten Freizeitpark, dem 90-Millionen-Projekt Triberger Erlebniswelt, auf der lokal größten Industriebrache (ehemals Bühler Motor) die Rede. Die Parkgarage mit den heutigen „Männerparkplätzen“ ist das einzige Projekt, das tatsächlich gebaut wurde.

## Beschreibung und Lage
Wegen der Konstruktion und aus topografischen Gründen ist die der Gutach zugewandte rückwärtige Längsfassade des Parkhauses an der Triberger Kreuzstraße an einer Stelle etwas angeknickt. Aufgrund des extrem steilen Geländes kommt das 20 Höhenmeter überwindende Gebäude ohne interne Parkrampen aus und wird ausschließlich über die jeweils an den Schnittpunkten der Kreuzstraße und der jeweiligen Parkgaragen-Ebene gegebenen Zufahrten erschlossen.
Der Verlauf folgt damit an der nördlichen Rückfassade der Uferböschung des Flüsschens Gutach. Die dort im ersten und zweiten Geschoss übereinander liegenden Parknischen sind nur längs und rückwärts erreichbar. Diese zwei Stellplätze, umgangssprachlich Parkplätze, wurden als kritisch und möglicherweise unfallträchtig angesehen. Bei Architekt und Betreiber kam die Sorge auf, dass diese Parkplätze aufgrund des schwierigeren Einparkens zu Unfällen und Fahrzeugschäden führen könnten. Bürgermeister Strobel (CDU) schlug deswegen vor, sie gesondert nur für Männer auszuweisen. Den Architekten Judith Haas und Mattias Huismanns zufolge sind sie nicht enger als die anderen Stellplätze. Im Juli 2012 wurden die beiden Stellplätze jeweils als „Männerparkplatz“ gekennzeichnet, indem auf dem Garagenboden inmitten der durch Randmarkierungen abgegrenzten Stellplatzflächen jeweils ein Marssymbol ♂ (bekannt als männliches Piktogramm) aufgemalt wurde. Der Garagenboden ist in der oberen Ebene grünfarbig bzw. auf der mittleren Ebene orangefarbig.
In dem Parkhaus gibt es auch zwölf Frauenparkplätze, die leichter erreichbar und anzufahren sind. Die Männerparkplätze stehen allen Geschlechtern offen. Bei der Einweihung des 2 Millionen Euro teuren Gebäudes im Juni 2012 war neben einer Vielzahl örtlicher Honoratioren auch Siegfried Kauder anwesend. Gallus Strobel sieht die Einrichtung als PR-Gag (vgl. Virales Marketing), um Touristen im Internet auf Triberg aufmerksam zu machen. Das Kosten-Nutzen-Verhältnis sei unschlagbar. „Unsere Stadt gibt im Jahr mindestens 50 000 Euro für Marketing aus, und die Parkplatz-Aktion hat uns vielleicht 50 Euro gekostet.“ (Gallus Strobel: Focus 2012)

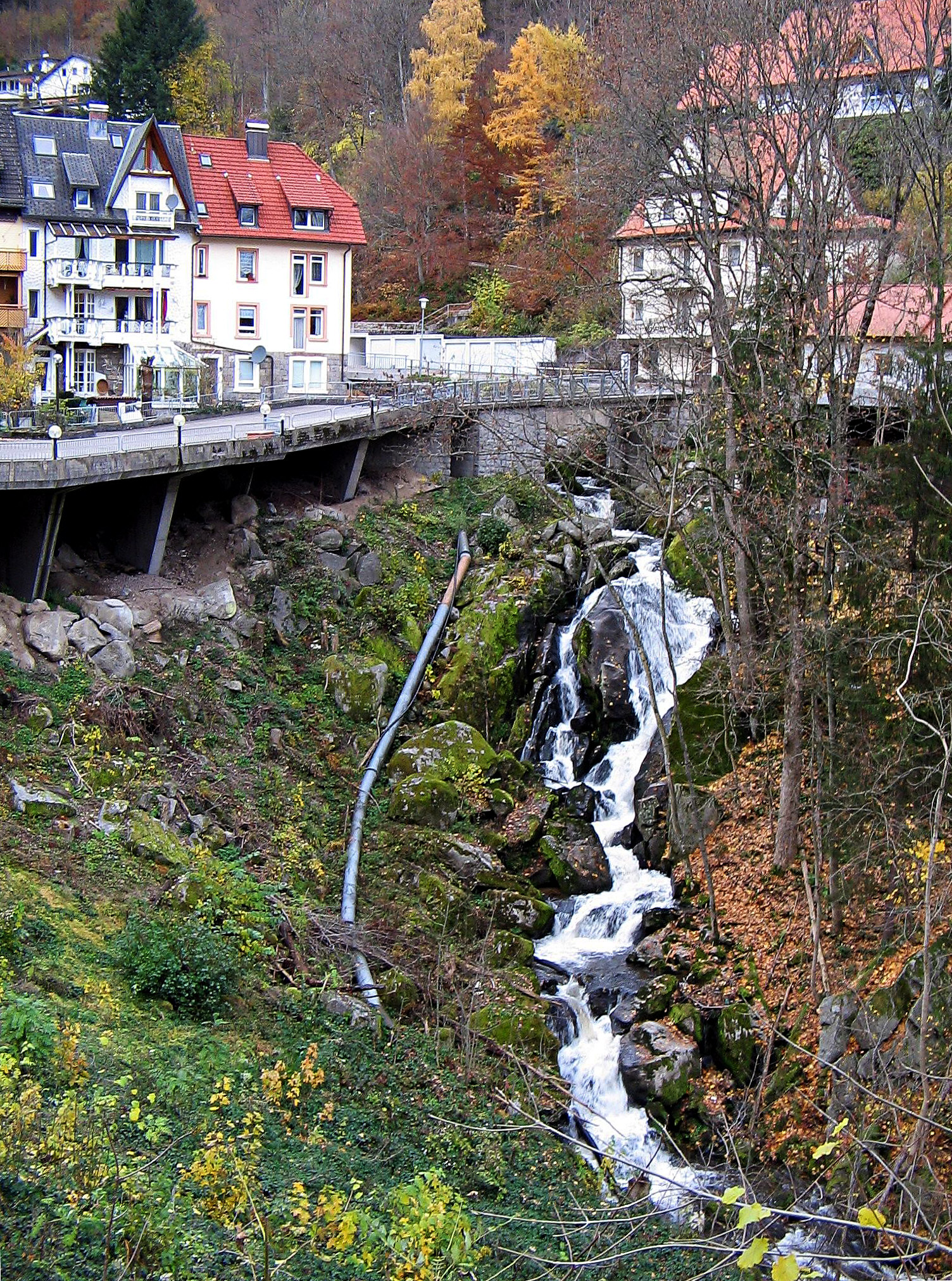
Topografie des Triberger Talkessels
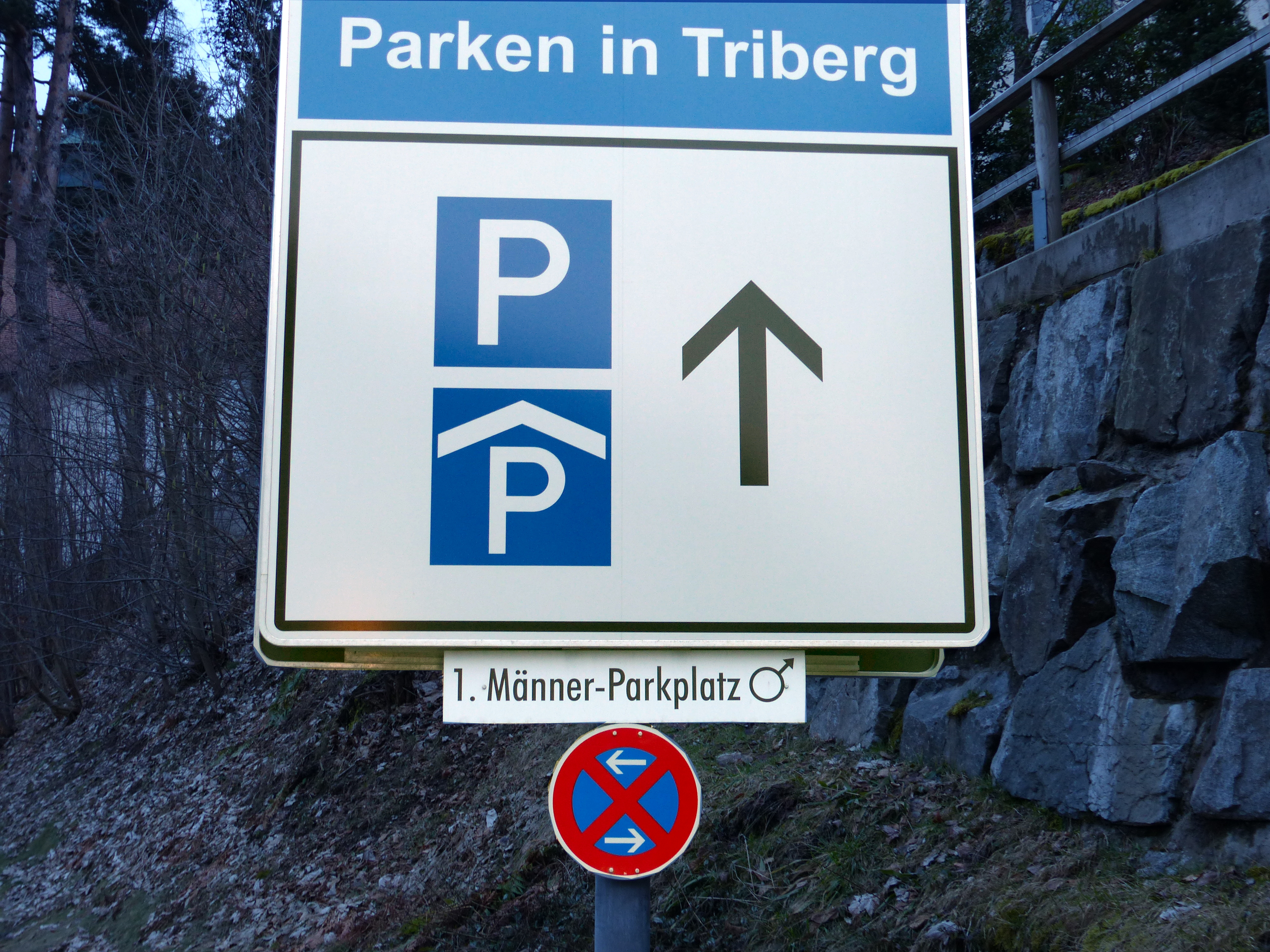
Hinweisschild zum Männerparkplatz
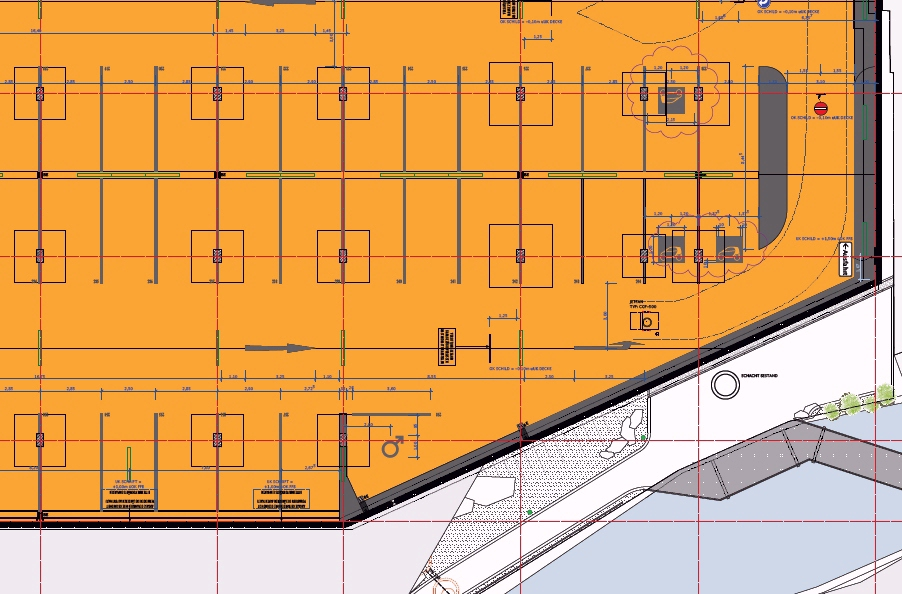
Ausschnitt aus den Planungsunterlagen UG
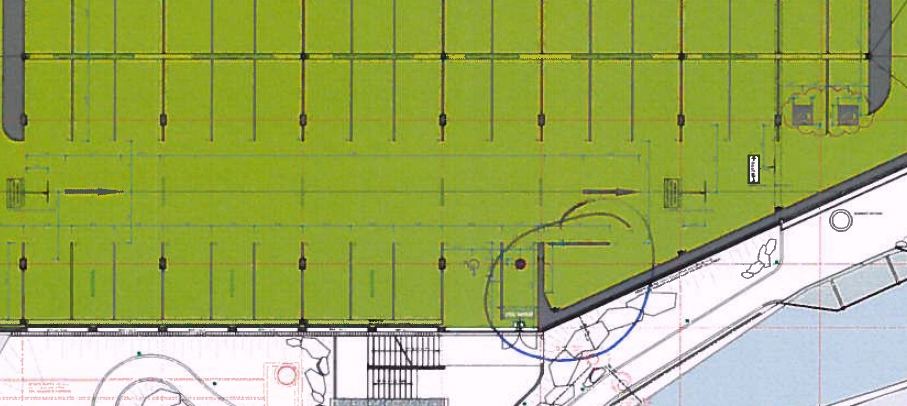
Ausschnitt aus den Planungsunterlagen OG, Männerparkplatz umkreist

## Öffentliche Reaktionen

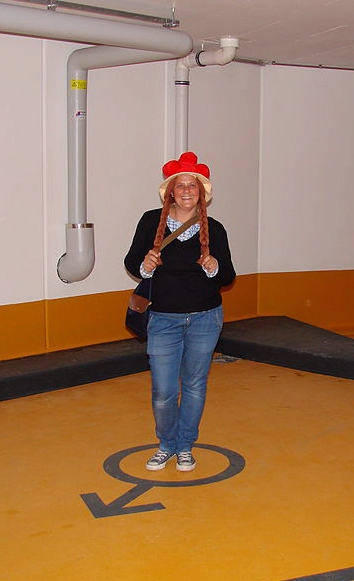
Der untere Männerparkplatz

Die Einrichtung dieser Männerparkplätze rief im August 2012 ein internationales Echo hervor.
In den USA wurde das Thema mehrfach aufgegriffen. Das amerikanische Fernsehmagazin ABC News filmte Strobel beim Einparken. ABC suggeriert dabei, wie manche andere internationale Berichterstattung, alle Stellplätze bzw. Parkplätze des Parkhauses wären entsprechend ihrer Zugänglichkeit nach Männern und Frauen gekennzeichnet. Der US-Sender NBC nahm das Thema ebenso auf.
Strobel stand Medien aus Frankreich, Italien, Südafrika sowie der britischen BBC wegen der Männerparkplätze Rede und Antwort. Die Huffington Post berichtete und die internationale Presseagentur Associated Press nahm das Thema auf und interviewte den Bürgermeister.
Die britische Daily Mail verglich die Triberger Herausforderung mit einer chinesischen Parkgarage, in der Frauenparkplätze betont einparkfreundlich gestaltet und mit Aufprallstoppern für die – laut Guardian und Daily Mail – vermeintlich schlechter parkenden Frauen versehen wurden. Auch der konservative Telegraph berichtete, ebenso ein marokkanisches Frauenmagazin und eine Journalistin der norwegischen Aftenposten.
Die Times of India stellt die Triberger unter dem Titel Frauen, eine Bedrohung beim Parken? in eine Reihe mit sexistisch ausgestalteten Parkplätzen in Asien, demnach seien in der chinesischen Provinz Hebei bereits Frauenparkplätze in Rosa und Purpur mit tanzenden Einweisern und Tierkreiszeichensymbolen statt Nummern extra für Frauen ausgewiesen worden. In Südkorea habe man Parkplätze ausgewiesen, die mit hochhackigen Schuhen besser erreichbar seien.
In einem Fernsehbericht des SWR Fernsehen wurde betont, dass auch Frauen dort problemlos einparken können und es sich nur um einen Marketing-Gag handelt, um Triberg bekannt zu machen. Online befragte Frauen äußerten sich laut Südkurier eher amüsiert, während „bei Südkurier online es eher die Männer sind, die sich darüber empören …“. DerWesten kommentierte sie als „PR-Aktion im Sommerloch, kein Akt von Diskriminierung“.
Die Grüne Jugend Ortenau äußerte in einem offenen Brief Kritik an der Öffentlichkeitsarbeit. Nicht der Sicherheitsaspekt werde kommuniziert, sondern die Parkplätze werden als „Showbühne der männlichen Parkkunst“ interpretiert. Dadurch werde das Klischee ‚Frauen können schlecht einparken‘ gefestigt. Die Gleichstellungsbeauftragte des benachbarten Landkreises Waldshut, Anette Klaas (parteilos, Sprecherin der Landesarbeitsgemeinschaft der Kommunalen Frauen- und Gleichstellungsbeauftragten Baden-Württemberg), nannte die Idee extrem peinlich; sie sei eine dumm-dreiste Provokation und auch vielen Männern unangenehm.
Der Bürgermeister bezeichnete dies als „humorlose Reaktionen“ der „politisch Korrekten“. Die Einrichtung der Männerparkplätze sei die humorige „Benutzung eines Klischees“ für Marketingzwecke.
Ende 2012 stellte die südafrikanische Mail & Guardian Online unter dem Titel Neun sexistische Aussagen, die 2012 bewegten Bürgermeister Strobel in eine Reihe mit kritisierten Prominenten wie Jacob Zuma, Mitt Romney, Cecil Chao Sze-tsung und anderen. Die Debatte um die Männerparkplätze wurde im ZDF-Jahresrückblick unter dem Motto „Hallo Deutschland Emotionen 2012“ aufgeführt, was der Südkurier erneut berichtete.
2013 nahm Bürgermeister Strobel bei der Quizsendung Sag die Wahrheit mit dem Thema teil. Der Triberger Autor Dieter Stein hat im Juli 2012 ein Büchlein mit dem Titel Männerparkplätze veröffentlicht und die Entstehung dabei humorig karikiert.
2012 schätzte die Gemeinde, dass nach der Medienaufmerksamkeit etwa 400.000 Touristen Triberg besuchten. Die Männerparkplätze werden bei den Stadtführungen gezeigt. Merchandise-Artikel sind im Angebot. Die lokale Fasnetsgesellschaft nahm sich des Themas 2013 ebenso an. 2014 wurden die Männerparkplätze in Kriminalgeschichten des St. Georgener Autoren Ernst Obermaier unter dem Titel Wer mordet schon im Schwarzwald? erwähnt.
2015 wurde die Wand neben einem der Parkplätze im Auftrag der Gemeindeverwaltung mit dem Slogan „Steile Berge, feuchte Täler …“ und der Silhouette einer liegenden nackten Frau versehen und aufgrund negativen Medienechos zu dem sexistischen Vorgehen wenige Tage später wieder entfernt.

## Unterschied zum Frauenparkplatz
Das Wort Männerparkplatz wird auch satirisch als Antonym zum Begriff Frauenparkplatz verwendet.
Laut der Stadtplanerin und Frauenforscherin Ruth Becker sind die Wahrnehmung von geschlechtsspezifischen Risiken und die tatsächliche Gefährdung bei Männern und Frauen jeweils unterschiedlich. Becker bezieht sich auf Elisabeth Wilsons 1992 erschienenes Buch The Sphinx in the City, wonach ein städtisch anonymes Umfeld Frauen sogar helfe. Die vielkolportierte Aufforderung, den öffentlichen Raum für Frauen sicherer und zugänglicher zu machen, bewirke eher das Gegenteil und perpetuiere das Klischee der verfolgten Unschuld. Wichtiger seien die Herausbildung einer psychischen Disposition und einer urbanen Kompetenz bei beiden Geschlechtern wie das Angehen gegen tatsächliche Gewaltverhältnisse.
Focus online betitelte einen Artikel mit Ist das sexistisch? Hier rangieren nur echte Kerle.
Der Buchautor und Satiriker Florian Willet hat 2011 unter dem Begriff Männerparkplatz (vermutlich ironisch bzw. satirisch) die Ausweisung von möglichst finsteren Stellplätzen für Männer vorgeschlagen.
Im Gegensatz zu Behindertenparkplätzen sind Frauen- wie Männerparkplätze nicht in der deutschen Straßenverkehrsordnung vorgesehen. Der Hausherr des Parkplatzes kann die Einhaltung nur durchsetzen, wenn auf dem Parkplatz nicht die StVO gilt. In Triberg ist ausdrücklich nicht vorgesehen, Frauen den Zugang zu verweigern.
Bei der in Utah beheimateten Fernsehstation KSL, die zum mormonischen Bonneville International Medienkonzern gehört, wurden die rechtlichen Folgen der Ausweisung von geschlechtsspezifischen Parkplätzen in den USA am Triberger Beispiel thematisiert. Strobels Äußerungen, die politische Korrektheit herauszufordern, und die Aussage, Männer würden in der Regel etwas besser einparken, würden ihm, wäre er Bürgermeister oder Geschäftsführer in den USA, möglicherweise eine Klage einbringen. In den USA kämen Klagen gegenüber Organisationen im Zusammenhang mit Diskriminierung bei Firmenparkplätzen öfters vor, zumeist aber auf den Zugang von Behinderten und Kriegsversehrten und weniger bei geschlechtsspezifischen Diskriminierungsvorwürfen.

## Ähnliche Marketingaktionen
In benachbarten St. Georgen wurde der Begriff im Sinne eines Männergartens verwendet, wo Frauen ihre beim Einkaufsbummel störenden Partner zeitweilig abgeben können. Das benachbarte Bad Dürrheim hat einen speziellen Facebook-Parkplatz vor dem Thermalbad geschaffen, den nur Fans nutzen sollen.